# جوئل بولمبوی
جوئل بولمبوی (انگلیسی: Joel Bolomboy؛ زادهٔ ۲۸ ژانویهٔ ۱۹۹۴) بازیکن بسکتبال اهل ایالات متحده آمریکا است.
از باشگاه‌هایی که در آن بازی کرده‌است می‌توان به باشگاه بسکتبال زسکا مسکو اشاره کرد.